# Detunda manxifera
Detunda manxifera är en fjärilsart som beskrevs av Richard William Fereday 1880. Detunda manxifera ingår i släktet Detunda och familjen mätare. Inga underarter finns listade i Catalogue of Life.